# Província de Zamora-Chinchipe
Zamora-Chinchipe és una de les 22 províncies de l'Equador, situada a l'extrem meridional de l'Amazònia equatoriana, dominada pels rius Zamora i Nangaritza i tocant als primers contraforts andins que, en una determinada zona formen la serralada del Còndor, escenari dels conflictes fronterers amb el Perú (com el conflicte de Paquisha i la guerra del Cenepa). La seva capital és Zamora i té uns 70.000 habitants. En aquesta província es troba el Parc Nacional Podocarpus.
La província consta de 9 cantons (capital entre parèntesis):
- Centinela del Cóndor (Zumbi)
- Chinchipe (Zumba)
- El Pangui (El Pangui)
- Nangaritza (Nangaritza)
- Palanda (Palanda)
- Paquisha (Paquisha)
- Yacuambi (Yacuambi)
- Yanzatza (Yanzatza)
- Zamora (Zamora)